# El Guanal (Huimanguillo)
El Guanal es una localidad del municipio de Huimanguillo ubicado en la subregión de la Chontalpa del estado mexicano de Tabasco.

## Geografía
La localidad de El Guanal se sitúa en las coordenadas geográficas 17°47′27″N 93°51′08″O / 17.790833, -93.852222, a una elevación de 17 metros sobre el nivel del mar.

## Demografía
Según el Conteo de Población y Vivienda 2020, efectuado por el Instituto Nacional de Estadística y Geografía, la localidad de El Guanal tiene 469 habitantes, de los cuales 250 son del sexo masculino y 219 del sexo femenino. Su tasa de fecundidad es de 2.99 hijos por mujer y tiene 123 viviendas particulares habitadas.
| Gráfica de evolución demográfica de El Guanal entre 1980 y 2020 |
|                                                                 |
| INEGI.                                                          |